# Critérium Jean Behra
Le Critérium Jean Behra (devenu Rallye Jean Behra) est une épreuve de rallye française estivale se déroulant sur asphalte, annuellement organisée par l’Automobile Club de Nice.

## Histoire
Il a été créé en 1961, deux ans à peine après le décès sur circuit de Jean Behra.
Son "âge d'or" se situe durant la deuxième moitié des années 1970, époque où il est intégré au Championnat de France des rallyes (en 1974, 1976 (deux courses différentes attribuées à Nice cette année-là en 1re division), 1977, 1978, 1979, et 1980).
En 2010, le Rallye National Jean Behra (ou Rallye Nice Jean Behra) en est à sa 69e édition, et se dispute à la mi-juin.
En 2013, il est remporté par Dominique de Meyer et Éric Sgarroni, sur Peugeot 206 WRC, alors qu'il se dispute dans le cadre de la Coupe de France des rallyes.
Il existe également une version historique : le "Rallye Jean Behra Historique", créée en 1996 par l'Club de Nice Automobile Club de Nice, qui en est à sa 17e édition en 2013. Il se déroule chaque année début septembre sur route ouverte, pour des véhicules antérieurs à 25 ans.
(nb: il ne doit pas être confondu avec le Rallye Alpin Behra (ou Critérium Alpin, de Grasse), Jean Rolland étant d'ailleurs le premier à obtenir le doublé, en 1966, ainsi qu'un "triplé alpin" grâce à la Coupe des Alpes).

## Principaux vainqueurs
- 1963 - Jean Rolland, copilote Gaby Augias sur Alfa Romeo Giulietta SZ;
- 1966 - Jean Rolland, copilote Gaby Augias sur Alfa Romeo Giulietta SZ;
- 1967 - Jean-Pierre Nicolas sur Alpine A110;
- 1968 - René Trautmann, copilote Claudine Trautmann, sur Lancia Fulvia Coupé Rallye HF;
- 1969 - Jean-François Piot, sur Ford Escort TC (...copilote Jean Todt ?);
- 1971 - Ove Andersson, copilote Nash, sur Alpine A110[8];
- 1972 - F. Ravot, copilote M. Ravot, sur Porsche 911[9];
- 1973 - F. Rust, copilote Marion, sur Porsche 911[10];
- 1974 - Patrick Pierron, copilote Gilles Thibault, sur Porsche 911 Carrera RSR;
- 1975 - Bernard Darniche, copilote Alain Mahé, sur Fiat X1/9[11];
- 1976 - Jean-Louis Clarr, copilote Jean-François Fauchille, sur Opel Kadett;
- 1977 - Guy Fréquelin, copilote Jacques Delaval, sur Alpine A310 V6;
- 1978 - Bernard Darniche, copilote Alain Mahé sur Lancia Stratos HF;
- 1979 - Francis Vincent, copilote Willy Huret sur Porsche 911 SC;
- 1980 - Jean-Claude Andruet, copilote Denise Emmanuelli, sur Fiat 131 abarth.